# Janaki Ramachandran
Janaki Ramachandra, född 30 november 1923, död 19 maj 1996, var änka efter indiske politikern och filmstjärnan M.G. Ramachandran. Hon blev efter makens död ledande inom dennes parti AIADMK och chefsminister (Chief Minister) i delstaten Tamil Nadu 1987 - 1989.